# Legion of Merit
Legion of Merit (Fortjenstlegionen) er en militær udmærkelse i USA's væbnede styrker, der tildeles for usædvanligt fortjenstfuld adfærd i udførelsen af enestående tjenester og resultater. Dekorationen gives til både USA's militære personel og til militære og politikere fra udenlandske regeringer. Legion of Merit af kommandørgrad er den ene af to amerikanske militære dekorationer, der gives som en halskæde. Den anden er Medal of Honor og den eneste amerikanske udmærkelse, som kan gives i grader – meget lig ordener.
Legion of Merit er den 6. af amerikanske militære dekorationer og bæres efter Defense Superior Service Medal og før Distinguished Flying Cross. I moderne brug i USA's væbnede styrker tildeles Legion of Merit typisk hæren, marinekorpset og luftvåbnets generaler og oberster, og flådens og kystvagtens flagofficerers og kaptajners besætninger eller meget ledende stillinger i deres respektive tjenester. Det kan også gives til officerer af lavere rang og ledende værnepligtigt personale, men det er mindre hyppigt, og omstændigheder varierer efter tjeneste. Som sådan kan medaljen betragtes som "point" i nogle værnepligtiges forfremmelsessystem som i luftvåbnet, hvor det regnes som syv point  af 25 mulige til udmærkelser.

## Danske modtagere
- Major i The East Kent Regiment, British Army, Svend Truelsen modtog medaljen i London den 17. september 1948 for sit modstandsarbejde i Danmark under Anden Verdenskrig.[2][3][4]
- Oberstløjtnant i OSS Hans V. Tofte fik efter krigen såvel Legion of Merit som Bronze Star Medal for sin indsats under 2. verdenskrig.[5]
- Marius Jensen fik Legion of Merit for sin indsats i Nordøstgrønland under 2. verdenskrig.[6]
- Poul Skjold Hansen (Oberst) modtog Legion of Merit for sin indsats i forbindelse med virke ved Joint Strike Fighter Program Office 1997-2006.[7]